# Flughafen München Riem
Flughafen München Riem var den internationella flygplatsen i München mellan 1939 och 1992, då flygplatsen ersattes av München-Franz Josef Strauss flygplats.

## Faciliteter
Flygplatsen byggdes utefter samma mall som Flughafen Berlin-Tempelhof, med två rullbanor och en halvcirkelformad platta.

## Riem idag
Idag används flygplatsområdet till Bauma, ett mäss- och eventområde.

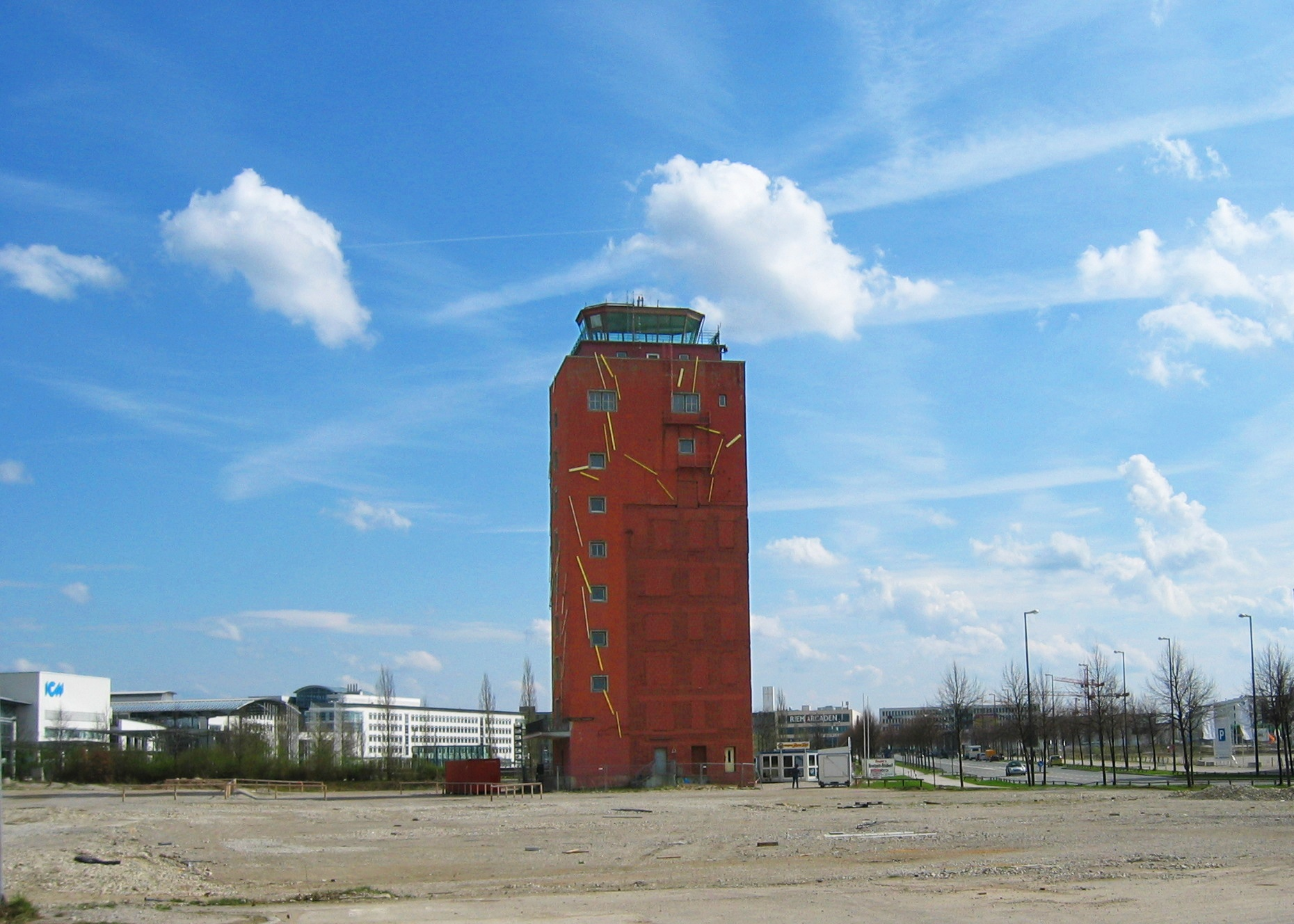
Flygledartornet år 2006.